# Bydlino
Bydlino (deutsch Bedlin, kaschubisch Bëdlëno, slowinzisch Bȧ̃dlänɵ) ist ein Dorf bei Słupsk in der polnischen Woiwodschaft Pommern.

## Geographische Lage
Das Dorf liegt in Hinterpommern, westlich am Fluss Stolpe, auf halbem Wege zwischen Słupsk (Stolp) und Ustka (Stolpmünde), etwa acht Kilometer südöstlich von Ustka.

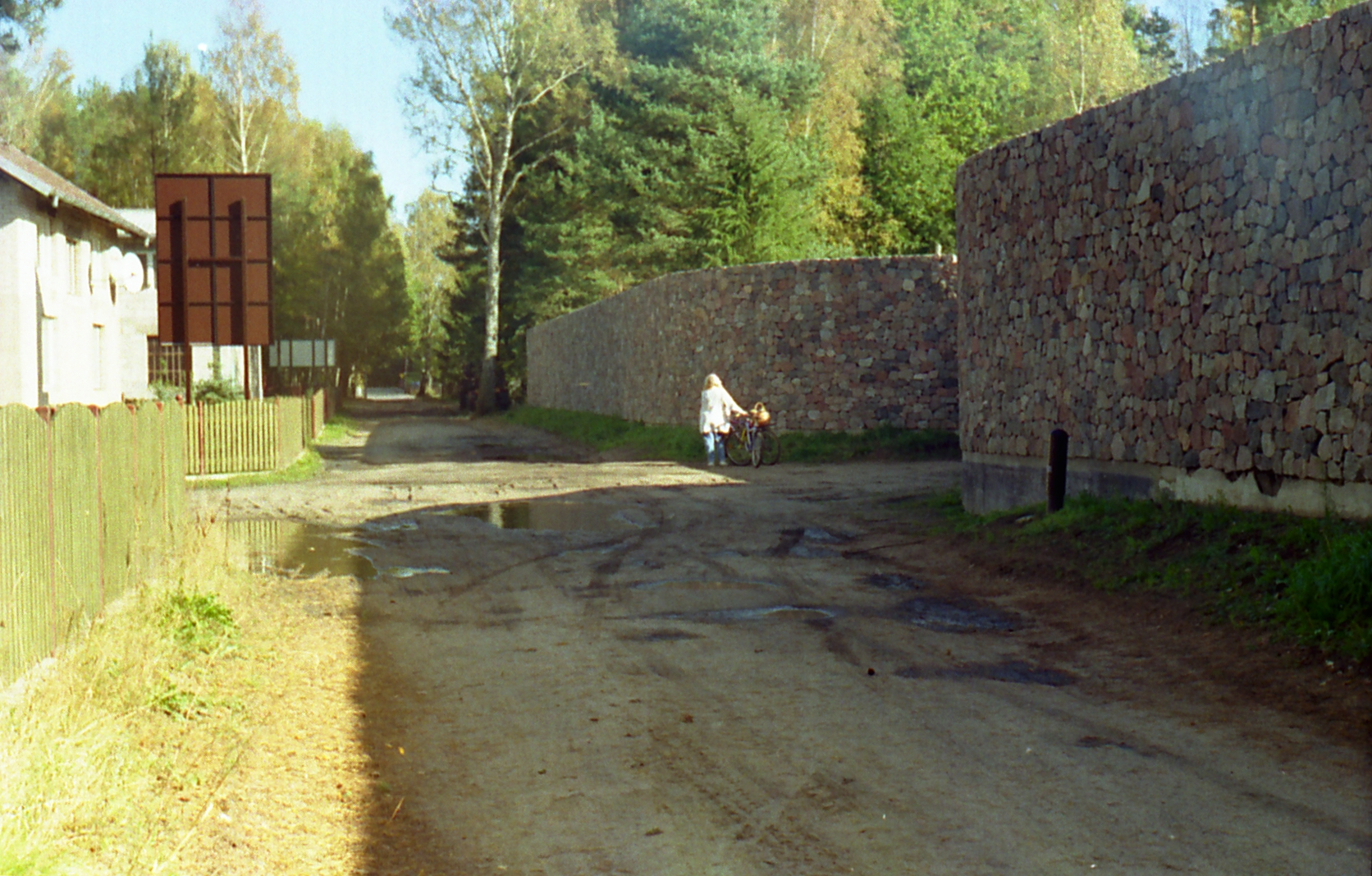
Dorfstraße (2003)

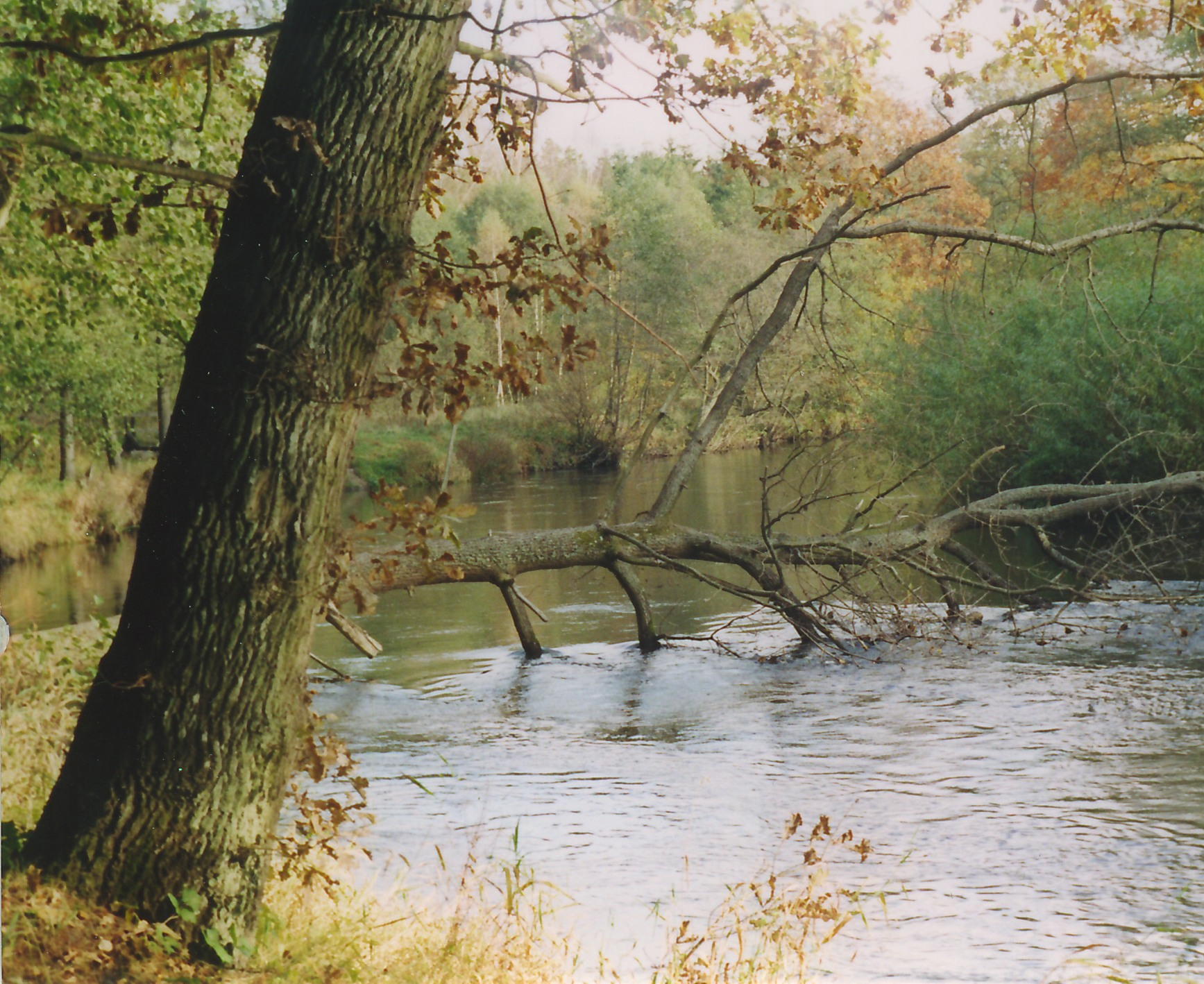
Stolpe in Dorfnähe (2007)

Nachbardörfer sind Charnowo (Arnshagen) im Nordwesten, Machowino (Groß Machmin) im Nordosten sowie Strzelinko (Klein Strellin) und Strzelino (Groß Strellin) im Süden. Im Osten grenzt das Dorf an den 38 Meter hohen Hügel Bedliner Berg.

## Geschichte
Das kleine Dorf, in seinen Anfängen ein Gassendorf, wurde in früheren Zeiten auch Beddelin genannt. Urkunden zufolge war es im Jahr 1485 im Besitz der Adelsfamilie von Schwaven und dann seit 1626 im Besitz der Adelsfamilie von Lettow. Im Jahr 1782 gab es in Bedlin ein Vorwerk, eine Korn- und Schneidemühle, drei Bauern, drei Kossäten, einen Schulmeister und elf Feuerstellen (Haushalte).
Im Jahr 1925 standen im Dorf 23 Wohnhäuser. Die Gemeindefläche war 527 Hektar groß.
Am 1. April 1927 hatte das Gut Bedlin eine Flächengröße von 412 Hektar, und am 16. Juni 1925 hatte der Gutsbezirk 113 Einwohner. Am 30. September 1928 wurde der Gutsbezirk Bedlin in die Landgemeinde Bedlin eingegliedert. Letzter Gutsbesitzer in Bedlin vor 1945 war Konrad von Uckermann († 1973 in Weißenburg in Bayern).
Im Jahr 1939 wurden in der Landgemeinde Bedlin 57 Haushaltungen und 198 Einwohner gezählt.
Vor 1945 gehörte Bedlin zum Landkreis Stolp im Regierungsbezirk Köslin der preußischen Provinz Pommern des Deutschen Reichs. Bedlin war dem Amtsbezirk Groß Machmin zugeordnet.
Gegen Ende des Zweiten Weltkriegs wurde Bedlin am 8. März 1945 von der Roten Armee besetzt. Nach Beendigung der Kampfhandlungen wurde die Region anschließend zusammen mit ganz Hinterpommern seitens der sowjetischen Besatzungsmacht der Volksrepublik Polen zur Verwaltung überlassen. Bedlin wurde unter der polonisierten Ortsbezeichnung ‚Bydlino‘ verwaltet. Im Laufe des Jahres übernahmen polnische Zivilisten die Häuser und Gehöfte. Es waren überwiegend Ostpolen aus der Gegend von Suwalken. Die einheimischen Dorfbewohner wurden 1945/46 von der polnischen Administration aus Bedlin vertrieben. Später wurden in der Bundesrepublik Deutschland 93 und in der DDR 59 aus Bedlin vertriebene Dorfbewohner ermittelt.

### Demographie
| Jahr | Einwohner | Anmerkungen |
| ---- | --------- | --- |
| 1782 | –         | adliger Wohnsitz, mit einem Vorwerk, einer auf der Feldmark von Groß Machmin gelegenen Mahl- und Schneidemühle, drei Bauernstellen, drei Kossäten, einem Schulmeister und elf Feuerstellen (Haushaltungen) |
| 1818 | 122       | Dorf, adlige Besitzung |
| 1852 | 227       | Dorf |
| 1864 | 244       | am 3. Dezember, im Gemeindebezirk und Gutsbezirk zusammen |
| 1867 | 248       | am 3. Dezember, davon 88 im Gemeindebezirk und 160 im Gutsbezirk |
| 1871 | 246       | am 1. Dezember, davon 92 im Gemeindebezirk (sämtlich Evangelische) und 154 im Gutsbezirk (153 Evangelische und ein Jude)                                                                                   |
| 1885 | 234       | am 1. Dezember, davon 93 im Gemeindebezirk (sämtlich Evangelische) und 141 im Gutsbezirk (sämtlich Evangelische)                                                                                           |
| 1890 | 219       | am 1. Dezember, davon 82 im Gemeindebezirk und 137 im Gutsbezirk |
| 1910 | 230       | davon 85 in der Landgemeinde und 145 im Gutsbezirk |
| 1925 | 210       | sämtlich Evangelische |
| 1933 | 208       | [ 17 ] |
| 1939 | 198       | [ 17 ] |

Im Jahr 2007 hatte das Dorf 212 Einwohner.

## Verkehr
Das Dorf ist über die Woiwodschaftsstraße 210 zu erreichen.

## Söhne und Töchter des Orts
- David Ruhnken (1723–1798), deutsch-niederländischer Philologe, Jugendfreund von Johann Cunde und Immanuel Kant.